# Saw V (banda sonora)
Saw V: Original Motion Picture Soundtrack es la banda sonora de la película del mismo nombre Saw V.

## Lista de canciones
1. Charlie Clouser - Trap Attack
2. Testament - True Believer
3. Ministry - Death and Destruction (Remix)
4. Filter - What's Next (The Blood and Sand Mix)
5. The Almighty - Thanks Again, Again
6. Prong - The Banishment
7. Die Krupps - The Dawning of Doom
8. Clutch - Power Player
9. Skinny Puppy - ugLi
10. William Control - Strangers
11. Emilie Autumn - Unlaced
12. Fixmer/McCarthy - Blood and Music
13. Revolting Cocks - Wizard of Sextown
14. Funker Vogt - Date of Expiration
15. Charlie Clouser - What It Takes